# مقاطعة وابيلو (آيوا)
مقاطعة وابيلو (بالإنجليزية: Wapello County)‏ هي إحدى مقاطعات ولاية آيوا في الولايات المتحدة الأمريكية.

## أعلام
- جين دبليو. غلين